# Dickin-medál
A Dickin-medál (Dickin Medal) a Viktória-kereszttel egyenrangú, állatok számára adható legmagasabb rangú brit katonai kitüntetés, amit 1943-ban a PDSA (People's Dispensary for Sick Animals) (Beteg állatokról gondoskodó emberek szervezete) alapítója, Maria Dickin alapított. A díjat hagyományosan minden évben London Lord Mayor-je adja át. A zöld, sötétbarna és halványkék  csíkozású szalagon függő nagyméretű bronzból készült medálon babérkoszorúban a következő felirat olvasható: "For Gallantry" (A hősiességért)  és "We Also Serve" (Mi is szolgálunk).
A medált 1943 és 1949 között 32 galambnak, 18 kutyának, 3 lónak és egy macskának adták át a második világháborúban végrehajtott tetteikért. Ezután hivatalosan is a PDSA nem katonai Silver Medaljával (Ezüst érem) helyettesítették.[forrás?]

## Néhány díjazott
| NÉV    | FAJ         | DÁTUM             | HŐSTETT                                                                   |
| ------ | ----------- | ----------------- | ------------------------------------------------------------------------- |
| Rob    | Kutya       | 1942-1945         | 20 ejtőernyős bevetést teljesített.                                       |
| Judy   | Kutya       | 1943-1945         | A japán fogolytáborban oltalmazta meg bajtársait.                         |
| Winkie | Postagalamb | 1943              | 120 mérföldet repült, hogy egy lezuhant bombázó segélykérését kézbesítse. |
| Ricky  | Kutya       | 1944. december 3. | Kivezette sebesült gazdáját az aknamezőről.                               |